# PlayStation (marca)

PlayStation és el nom d'una sèrie de consoles de videojocs creades i desenvolupades per Sony Interactive Entertainment. Han estat presents en la cinquena, sisena, setena i vuitena generació de videoconsoles, la companyia promotora està actualment al mercat amb la seva PlayStation 4.
La marca es va introduir per primera vegada el 3 de desembre de 1994 al Japó. i ha desenvolupat i publicat quatre videoconsoles de sobretaula, que inclouen un centre de mitjans de comunicació i un servei en línia, posteriorment es van introduir revistes i computadores.
La primera consola de la sèrie, va ser la PlayStation, que també va ser la primera a vendre 100 milions d'unitats. La seva successora, la PlayStation 2, és la segona consola més venuda de la història fins avui, aconseguint més de 150 milions d'unitats venudes el gener de 2011., la PlayStation 3, ha venut més de 70.200.000 consoles a tot el món. I l'última consola de Sony és la PlayStation 4, llançada al novembre de 2013, que ha venut prop de 80 milions d'unitats.
La seva primera videoconsola portàtil va ser la PlayStation Portable (PSP) que fins al 14 de setembre de 2011 va aconseguir vendre més de 51 milions d'unitats. La seva successora va ser anomenada PlayStation Vita que va vendre més 1,2 milions d'unitats a la fi de febrer de 2012 i més de 15 milions el 2016.
Un altre maquinari llançat com a part de la sèrie de PlayStation inclou la PSX, un gravador de vídeo digital que es va integrar en la PlayStation i PlayStation 2, encara que va durar poc a causa del seu alt preu i mai va ser llançat fora del Japó, així com una Sony Bravia televisió que compta amb un sistema integrat de PlayStation 2. La sèrie principal dels controladors utilitzats per les sèries PlayStation és el DualShock, una línia de josticks de vibració-feedback amb gamepad que van arribar als 28 milions d'unitats venudes al 28 de juny de 2008.

## Consoles de sobretaula

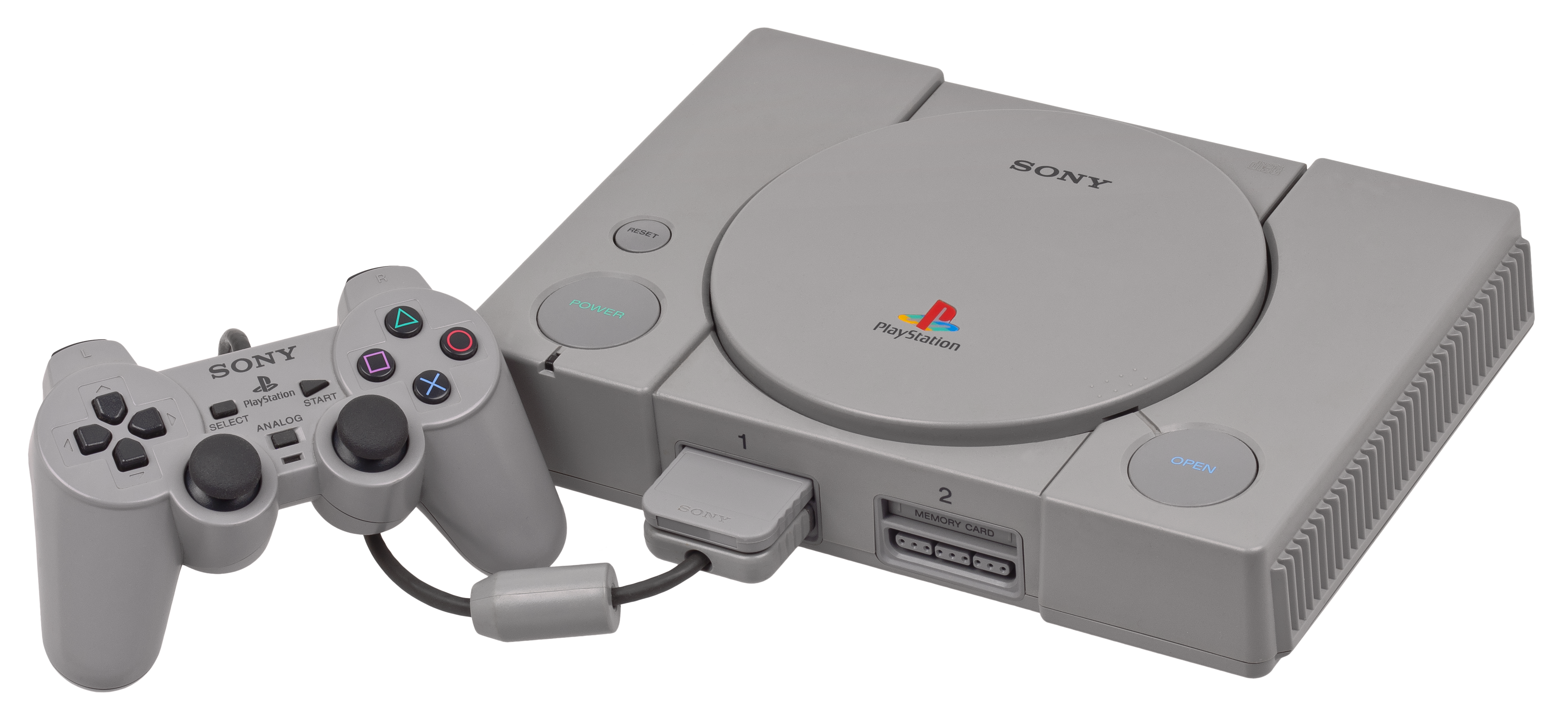
PlayStation

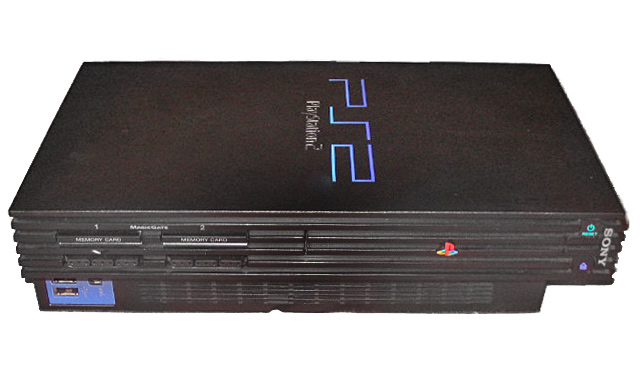
PlayStation 2

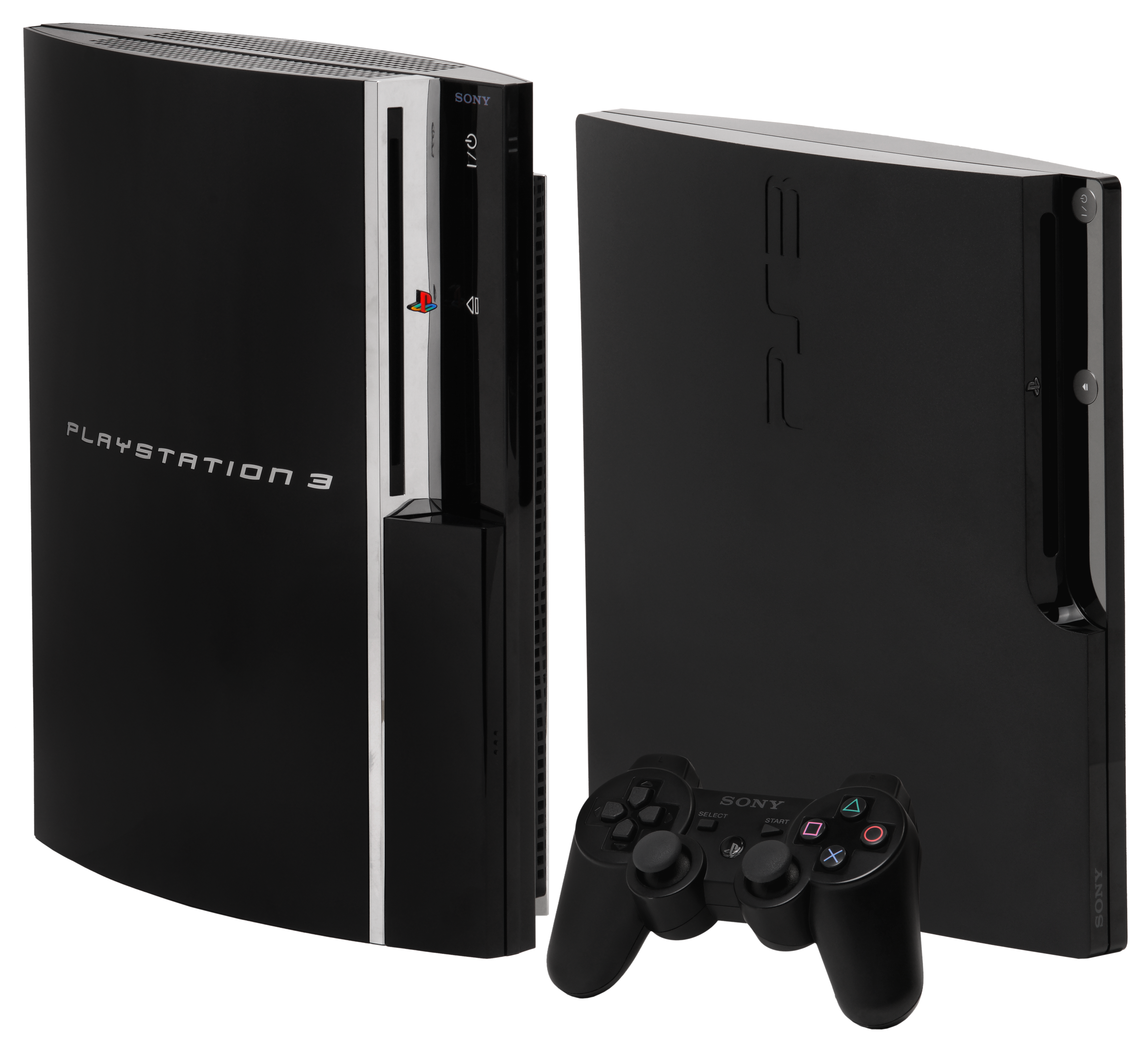
PlayStation 3

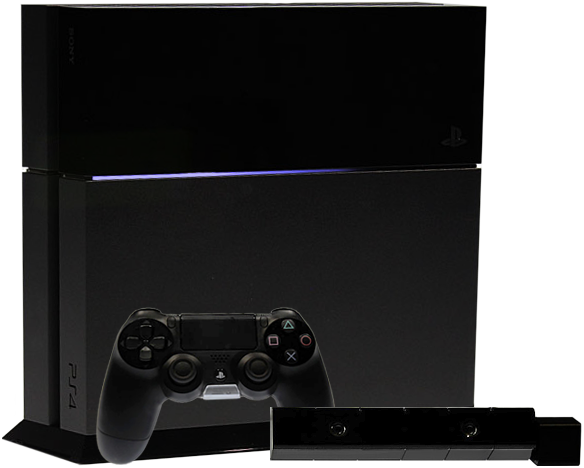
PlayStation 4

### PlayStation
PlayStation es considera la videoconsola més reeixida de la cinquena generació tant en vendes, com en popularitat. A més de l'original es van llançar dues versions més, la Net Yaroze] i la PSone. Va tenir gran èxit per emprar el CD-ROM dins del seu maquinari, tot i que altres companyies ja ho havien emprat, tals com: SEGA (Sega CD), Panasonic (3DO), Phillips (CD-i) i SNK (Neo Geo CD). Aquestes companyies van tenir poc èxit en emprar el CD-ROM com a suport per emmagatzemar jocs. S'estima que a tot el món Sony va aconseguir vendre 104,25 milions d'unitats de la seva videoconsola en 10 anys. Va ser descontinuada el 2005, i el seu últim títol va ser FIFA Football 2005.

### PlayStation 2
La PlayStation 2 (PS2) és la segona videoconsola de Sony, la successora de la PlayStation i la predecessora de la PlayStation 3 (que es va llançar el 17 de novembre del 2006 al Japó i a l'Amèrica del Nord, i el març del 2007 a Europa). La PS2 va anunciar el seu desenvolupament al març de 1999, i el primer llançament va ser al Japó al 4 de març del 2000, a l'Amèrica del Nord al 26 d'octubre del 2000 i a Europa al 4 de novembre del 2000.
Va ser llançada per primera vegada el 4 de març de l'any 2000 al Japó, i uns mesos després en la resta del món. Aquesta consola és també la que més títols posseeix, aproximadament 10.900 títols seguida per la seva predecessora, la PlayStation, amb uns 8.000 títols. Aquesta quantitat de títols donada l'extraordinari acolliment per part del públic en general cap a la mateixa, la qual cosa fins i tot la va consolidar com la consola amb més temps al mercat i al seu torn la consola amb més durada en el mateix, fins a ser descatalogada l'11 de gener de 2013 després dels seus últims títols FIFA 14 i PES 2014.
Una de les principals característiques distintives són el seu processador central conegut com Emotion Engine i el seu controlador de Dualshock 2. També l'equip incorpora un lector de DVD i 2 ports USB 1.0 (alguns controladors utilitzen aquests ports). En la versió PlayStation 2 Slim es va incorporar un port Ethernet perquè pugui ser utilitzat el servei d'internet Central Station. El mateix port pot ser agregat a les versions originals de la consola i va ser la primera consola amb disc dur. Alguns jocs incorporen la possibilitat de jugar a través d'una xarxa d'àrea local (LAN), la qual cosa permet a més jugar per internet a través del sistema gratuït XLink Kai.
Des de la seva sortida, la PlayStation 2 ha aconseguit vendre més de 158,85 milions d'unitats aproximadament, convertint-se en la videoconsola de sobretaula més venuda de la història i la segona videoconsola més venuda després de la portàtil Nintendo DS. Després de 12 anys al mercat, sent una de les consoles més longeves de la història.

### PlayStation 3
La PS3 es va presentar l'any 2005 i va ser la successora de la PlayStation 2. Dissenyada per a competir directament amb la Xbox 360 de Microsoft i la Wii de Nintendo com a part de les videoconsoles de setena generació.

### PlayStation 4
La PlayStation 4 va ser llançada al mercat a la fi del 2013, Per competir amb la Xbox One de Microsoft i la Wii U de Nintendo respectivament. Compta amb una memòria Ram 8 vegades més potent que la de la PlayStation 3.

## Consoles portàtils

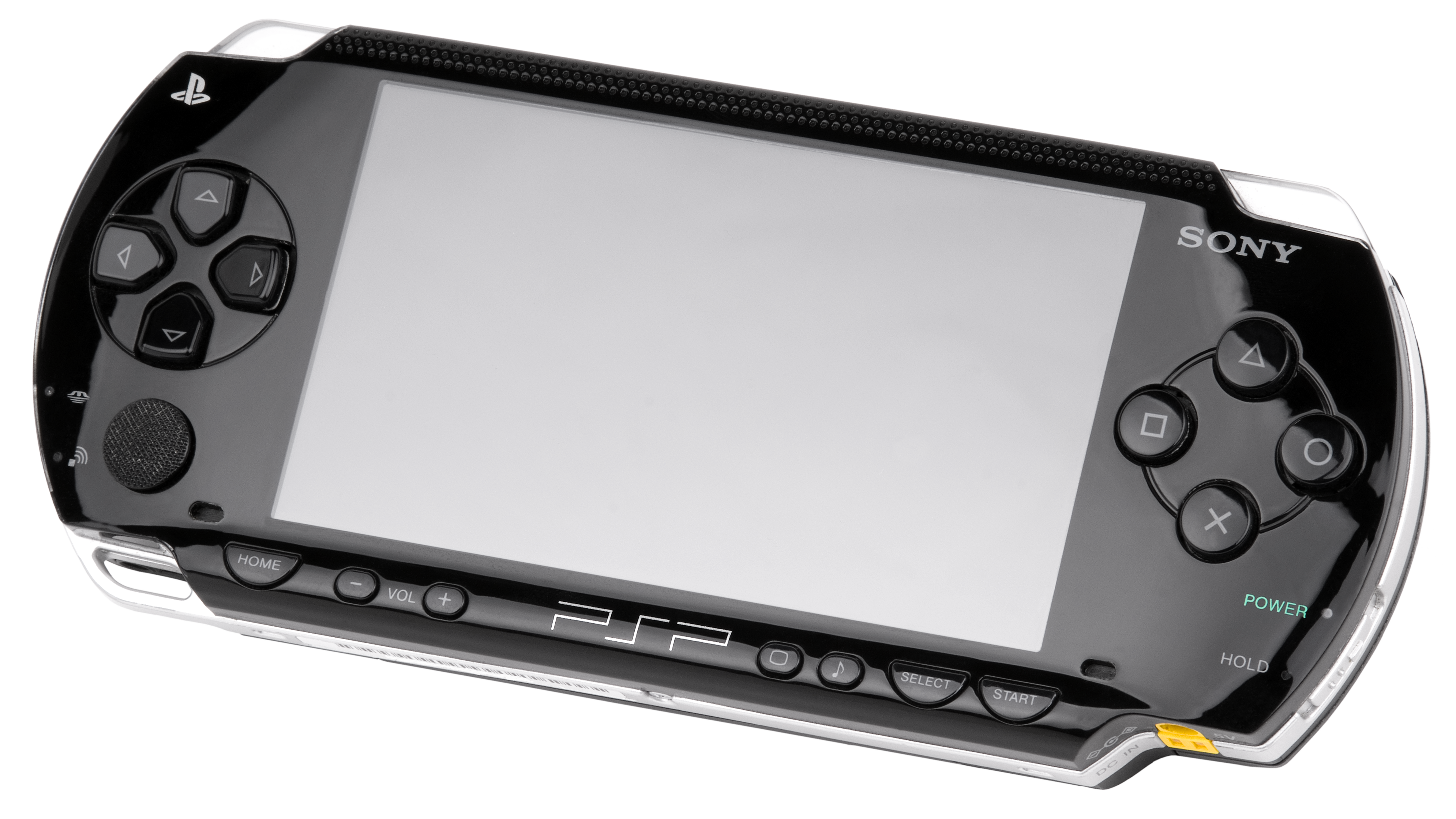
PSP

PlayStation Vita

### PlayStation Portable
La PlayStation Portable o PSP és una videoconsola portàtil de la multinacional d'origen Japonès, Sony Computer Entertainment, per a videojocs i multimèdia. Es tracta de la primera consola portàtil a nivell mundial de Sony i la segona llançada al Japó i la Xina.
La consola PSP va canviar la tendència de fer cada vegada aparells portàtils més petits, traient al mercat una consola amb una pantalla major i convertint-se en la segona consola portàtil amb un D estic (després de la Neo Geo Pocket). Va ser descontinuada el 2014 per problemes econòmics de l'empresa.

### PlayStation Vita
PlayStation Vita, també coneguda com a PS Vita, és una videoconsola portàtil creada per l'empresa Sony Computer Entertainment, aquesta consola és la successora de la PlayStation Portable, i és part de la família PlayStation de videoconsoles. Va ser presentada el 27 de gener de 2011 i ha estat posada a la venda el dia 17 de desembre del mateix any al Japó. Va arribar a Europa i a Amèrica el dia 22 de febrer de 2012. Inicialment, estava destinada a competir directament amb la consola de Nintendo 3DS. El Firmware actual de la consola és el 3.68, on s'ha millorat la qualitat del rendiment del sistema.
La consola va ser descontinuada per Sony encara que des d'aleshores ha continuat rebent actualitzacions del sistema.